# Čestyj-Jag
Bei Čestyj-Jag (russisch: Чэстый-яг) handelt es sich um die Reste eines neolithischen Dorfes im Westen von Sibirien, das in der Mitte der 1930er Jahre zum größten Teil ausgegraben wurde. Nach diesem Fundort ist die Čestyj-Jag-Kultur benannt. Die neolithische Siedlung liegt auf einem Hügel über dem Fluss Ljapin. Die Reste von achtzehn Wohnbauten konnten freigelegt werden, wobei es mehrere größere, annähernd rechteckige, und mehrere viel kleinere Bauten gab. Die Siedlung datiert wahrscheinlich in die erste Hälfte des 5. Jahrtausends v. Chr. An Fundgut fand sich vor allem mit Einritzungen verzierte Keramik sowie Steinwerkzeuge.